# 2021年鳳凰城影評人協會獎
第22屆鳳凰城影評人協會獎（英語：The 22nd Phoenix Film Critics Society Awards）旨在表揚2021年優秀的電影作品，於2021年12月12日宣布得獎名單。

## 得獎名單

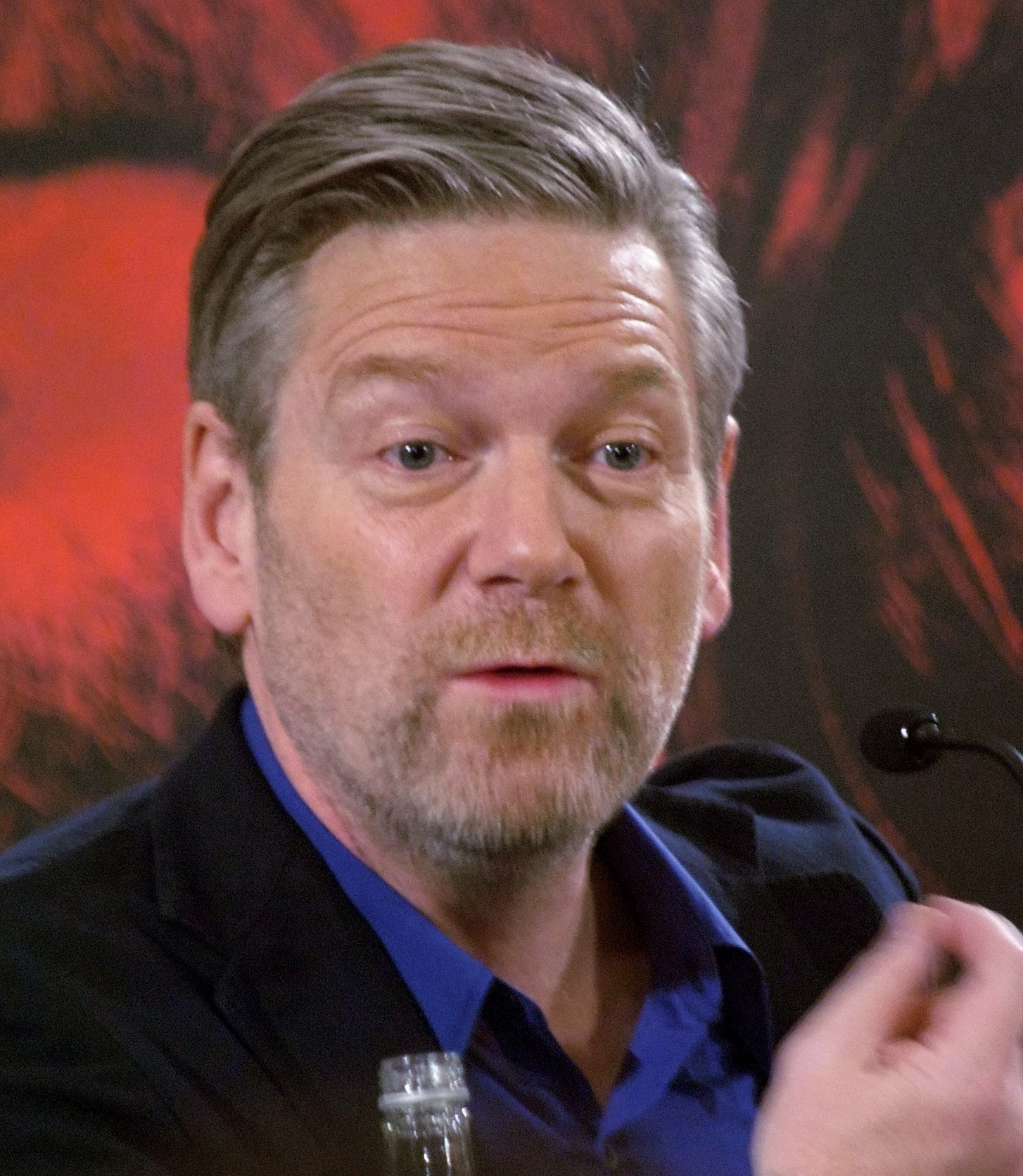
最佳導演、原創劇本：簡尼夫·班納

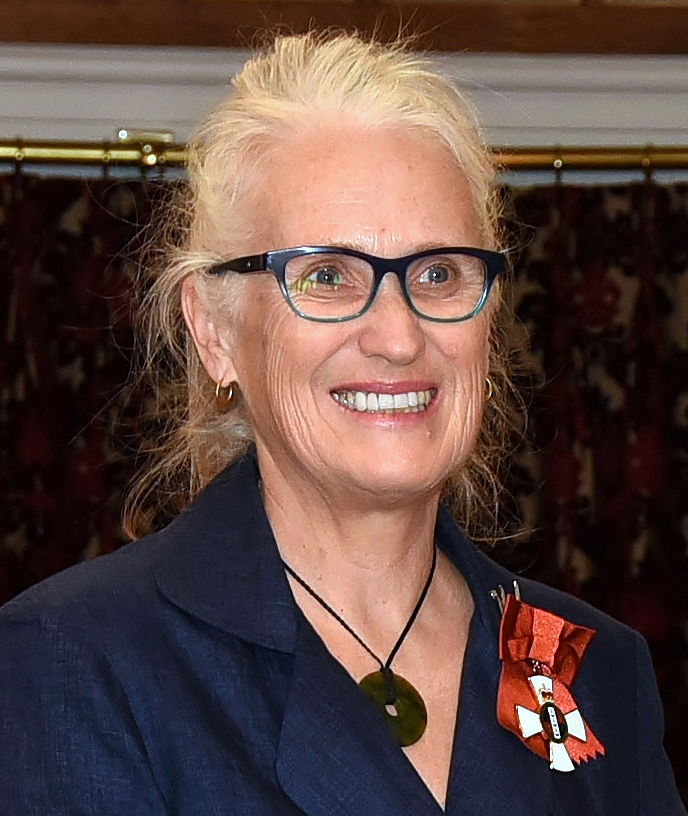
最佳改編劇本：珍·康萍

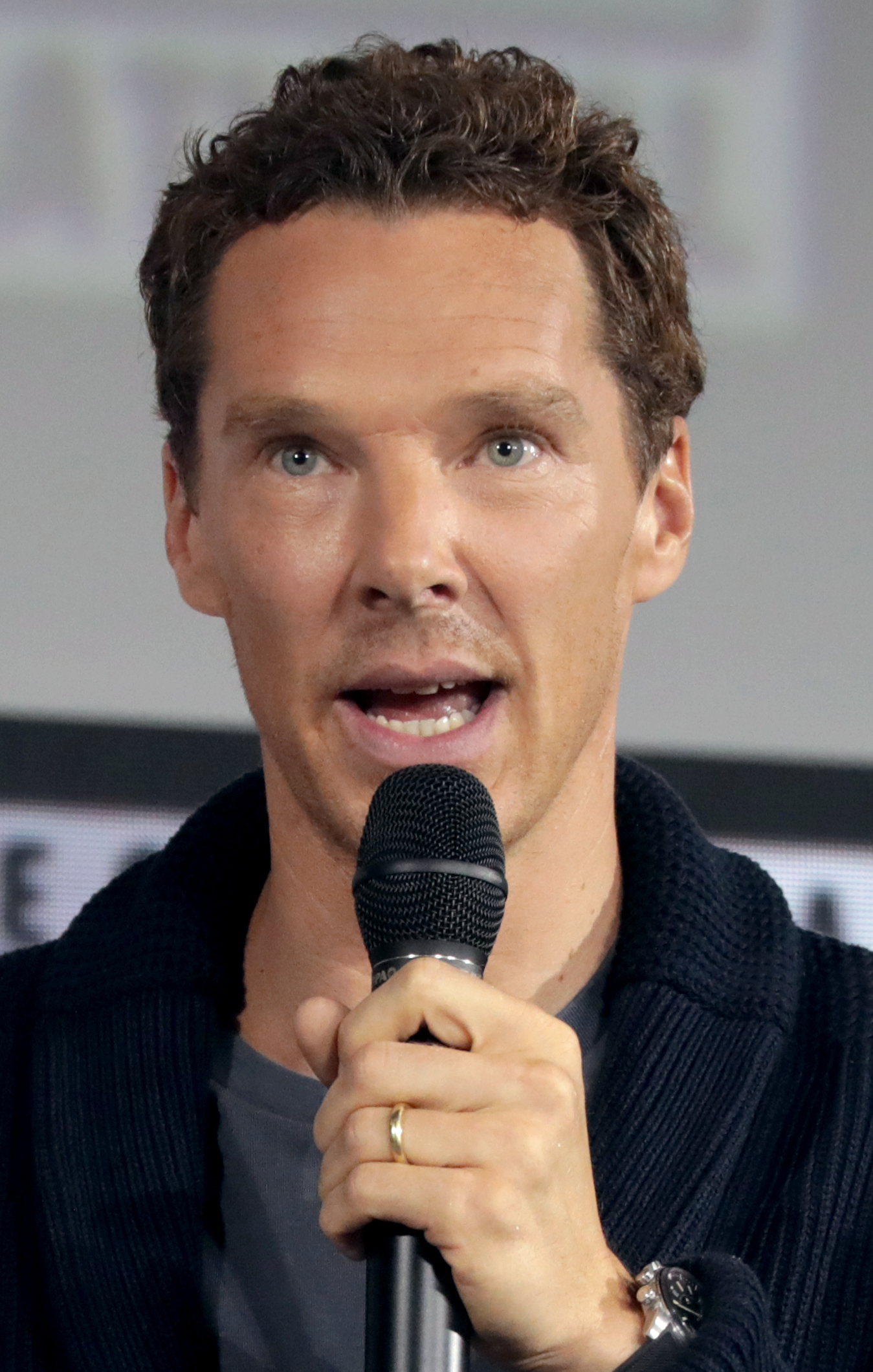
最佳男主角：班奈狄克·康柏拜區

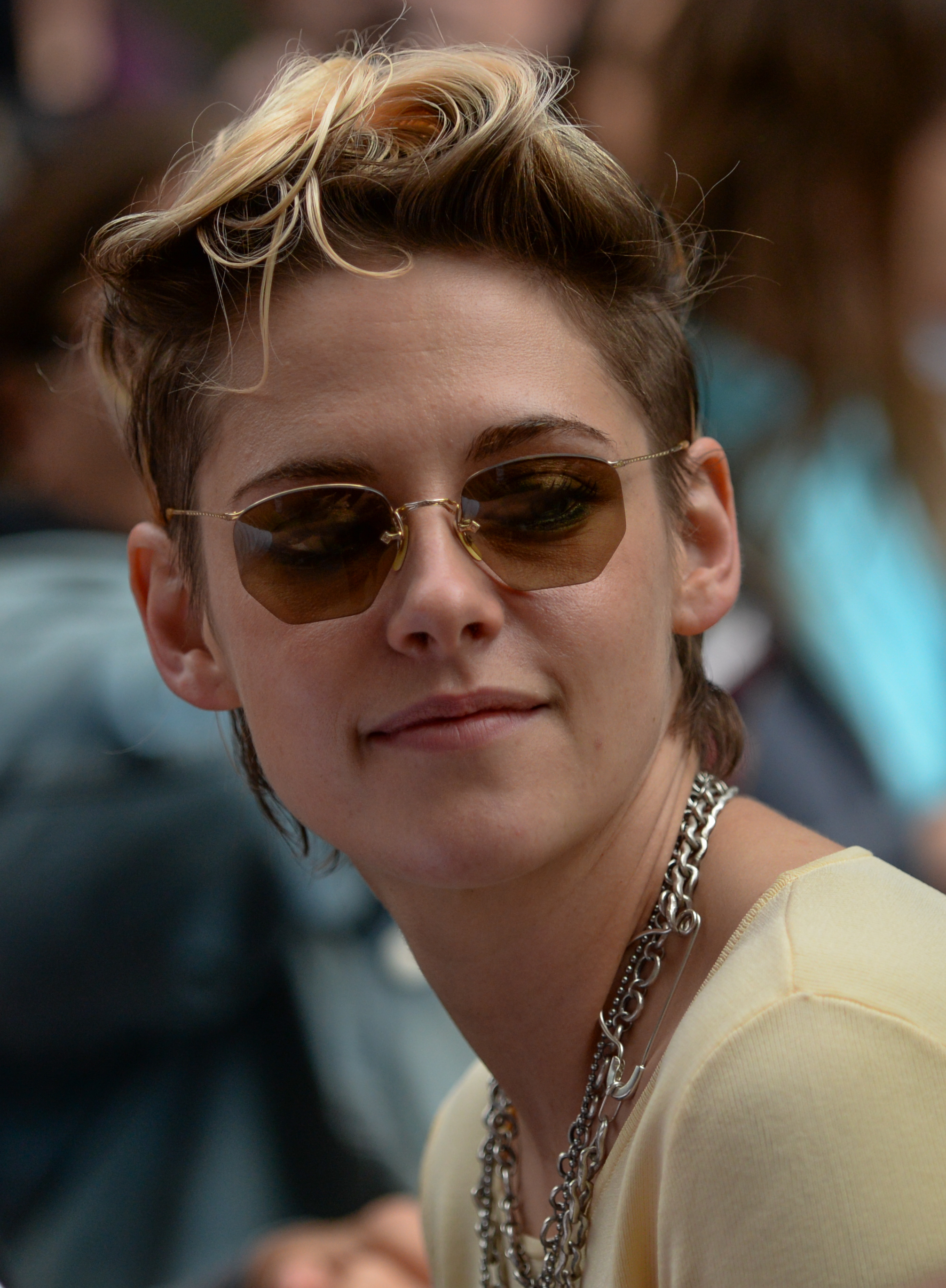
最佳女主角：克莉絲汀·史都華

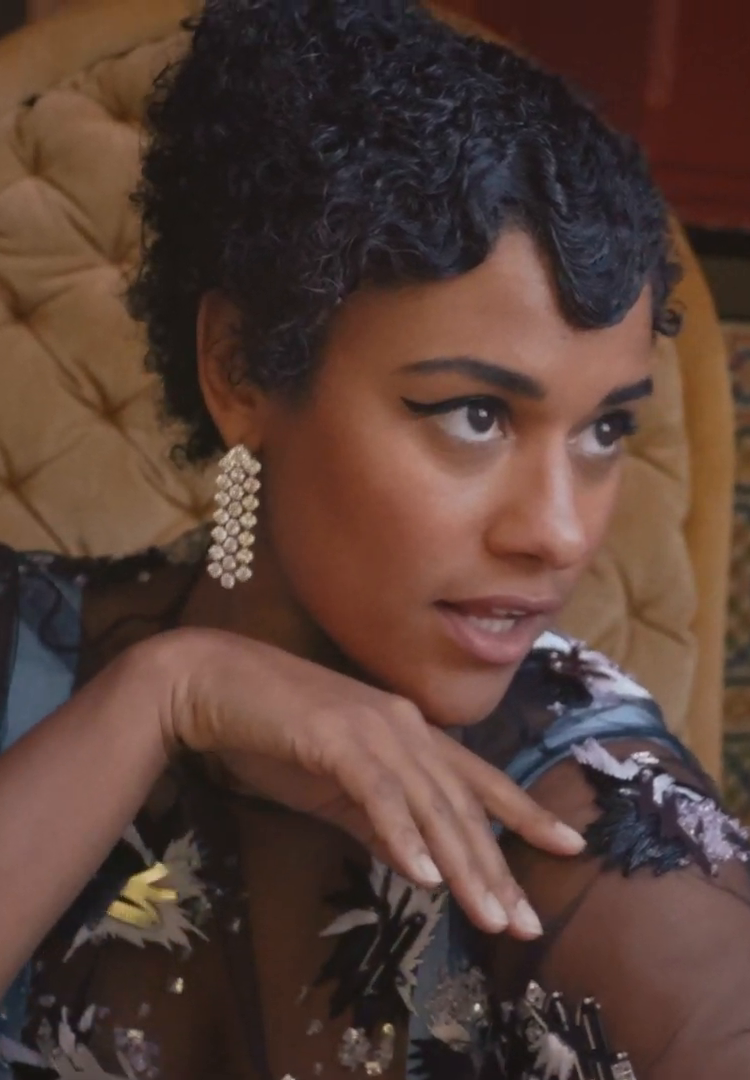
最佳女配角：亞莉安娜·黛博塞

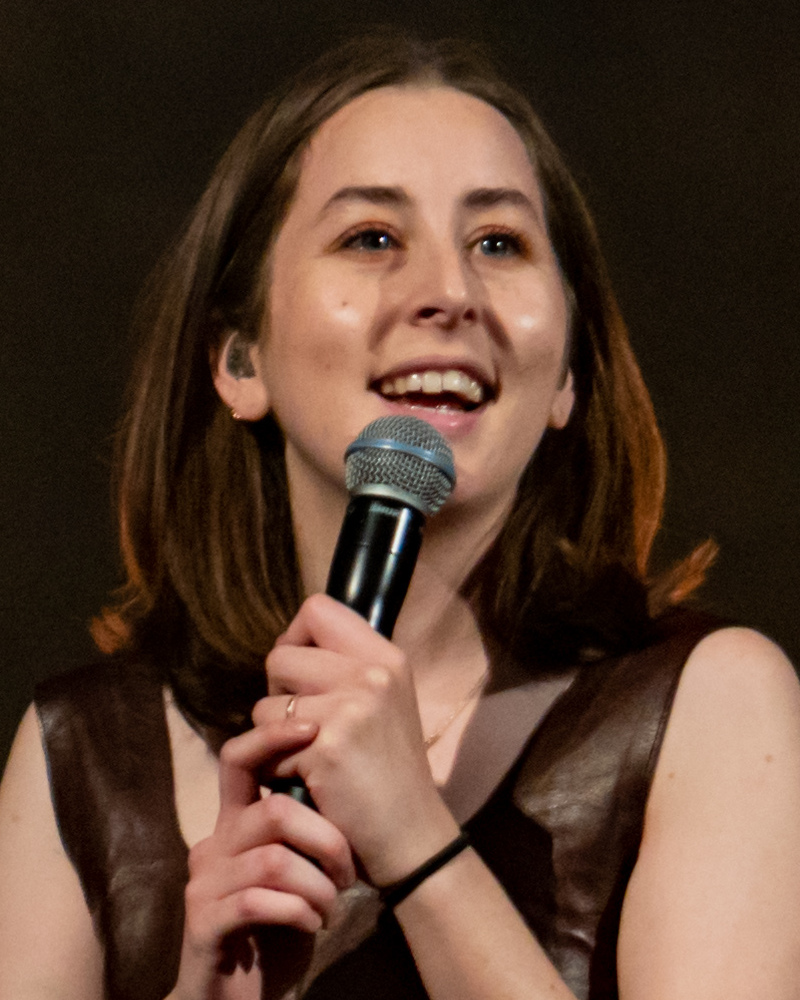
突破表現：艾拉娜·海姆

- 年度十大電影
  - 《贝尔法斯特》
  - 《千萬別抬頭》
  - 《沙丘》
  - 《甘草比萨》
  - 《午後彌撒（英语：Mass (2021 film)）》
  - 《玉面情魔》
  - 《007：生死交戰》
  - 《史賓賽》
  - 《犬山記》
  - 《西城故事》

最佳影片

《贝尔法斯特》
- 最佳導演

《贝尔法斯特》簡尼夫·班納
- 最佳男主角

《犬山記》班奈狄克·康柏拜區
- 最佳女主角

《史賓賽》克莉絲汀·史都華
- 最佳男配角

《贝尔法斯特》希朗·漢德
- 最佳女配角

《西城故事》亞莉安娜·黛博塞
- 最佳整體演出

《午後彌撒》
- 最佳原創劇本

《贝尔法斯特》簡尼夫·班納
- 最佳改編劇本

《犬山記》珍·康萍
- 年度受埋沒電影

《午後彌撒》
- 最佳動畫片

《米家大戰機器人》
- 最佳外語片

《The Hand of God》
- 最佳紀錄片

《靈魂樂之夏》
- 最佳原創歌曲

《007：生死交戰》－"无暇赴死"
- 最佳原創配樂

《沙丘》
- 最佳攝影

《沙丘》
- 最佳電影剪輯

《沙丘》
- 最佳美術設計

《玉面情魔》
- 最佳服裝設計

《沙丘》
- 最佳視覺效果

《沙丘》
- 突破表現

《甘草比萨》艾拉娜·海姆
- 最佳青年演出

《贝尔法斯特》裘德·希爾

## 外部連結
- 官方网站（英文）